# Aloe jibisana
Aloe jibisana é uma espécie de liliopsida do gênero Aloe, pertencente à família Asphodelaceae.